# Louis Stedman-Bryce
Louis Stedman-Bryce (sinh tháng 12 năm 1974) là một giám đốc nhà chăm sóc người Anh, nhà đầu tư bất động sản và cựu chính khách. Ông từng là Thành viên của Nghị viện châu Âu (MEP) cho Scotland từ năm 2019 đến năm 2020. Ông được bầu làm ứng cử viên của Đảng Brexit nhưng đã rời đảng vào tháng 11 năm 2019 để ngồi lại với tư cách độc lập.

## Đầu đời và sự nghiệp
Stedman-Bryce sinh vào tháng 12 năm 1974 với cha là người Jamaica và mẹ là người Anh và lớn lên ở Kent, Anh, trước khi chuyển đến Scotland. Một giám đốc chăm sóc nhà và nhà đầu tư bất động sản, ông là đồng sáng lập của iNkfish Capital và là giám đốc của iNkfish Care và iNkfish Property Developments.

## Đời tư
Stedman-Bryce công khai là người đồng tính và kết hôn với đối tác kinh doanh Gavin.